# Ansgars Kirke (Aalborg Kommune)
 For alternative betydninger, se Ansgars Kirke. (Se også artikler, som begynder med Ansgars Kirke)
Ansgars Kirke er en folkekirke i det centrale Aalborg, opført i 1929. Den er sognekirke for Ansgars Sogn og er beliggende på Vesterbro, lige over for Aalborghallen. Kirken tilhører Aalborg Stift.
På baggrund af en betydelig befolkningstilvækst i det geografiske vidtstrakte Budolfi Sogn, blev der allerede i begyndelsen af 1920'erne talt om at opføre en ny sognekirke i den sydlige del af bysognet. Der blev den 29. november 1920 afholdt et møde herom på Menighedshjemmet i Danmarksgade. Her blev der dannet en kirkekomité med ca. 30 medlemmer og med stiftsprovst Barsøe som formand. Af denne komité blev der yderligere nedsat et forretningsudvalg på fem personer, der skulle stå i spidsen for kirkebyggeriet. Her var købmand Valdemar Bisgaard formand. [kilde mangler]
Snart efter anmodede man Aalborg Kommune om at stille en grund til rådighed ved Kong Christians Allé. Kommunen sagde ja hertil, - men fredningsævnet sagde herefter nej. Resultatet blev derfor, at grunden ved siden af Enighedslund blev stillet til rådighed. Dette medførte, at kirken måtte orienteres modsat det sædvanlige, idet hovedindgangen måtte placeres ud til gaden - altså mod øst - og alterpartiet mod vest.
Det blev overvejet at arrangere en arkitektkonkurrence, men det endte med, at der blev truffet aftale med arkitekt Hother Paludan - som bl.a. også har bygget den gamle hovedbygning på Sygehus Syd ud mod Hobrovej - om at projektere og gennemføre byggeriet.
Der blev også taget fat på at skaffe penge til byggeriet, og i efteråret 1925 var man nået så langt, at der kunne tages fat på at grave ud og støbe fundament. Den 30. juni 1926 kunne man så nedlægge grundstenen, der i øvrigt er markeret med en plade i kirkens nuværende sakristi og dåbsværelse. De tre grundsten blev indmuret af biskop Chr. Ludwigs, stiftsprovst P. Barsøe og Valdemar Bisgaard.
Omkring begyndelsen af 1929 var kirkerummet færdigt, så det kunne tages i brug. Søndag den 20. januar 1929 kunne biskop Ludwigs så indvie kirken og indsætte det nye sogns første to præster: Sognepræst Axel Bang og residerende kapellan Algreen-Jensen. Pastor Bang prædikede over dagens tekst, og pastor Algreen-Jensen varetog altertjenesten.
Kirkens grundplan er et græsk kors med "kapeller" i de fire korshjørner. Flere forskellige stilarter er blandet på en sådan måde, at bygningen fremstår som en harmonisk helhed. Iflg. byggeregnskabet kostede kirken knapt 430.000 kr. Heraf blev der ydet et statstilskud på 205.000 kr. Ca. 188.000 kr. blev samlet ind i form af gaver og kollekter. Resten var andre indtægter - bl.a. renter.
Forud for indvielsen diskuterede man i øvrigt, hvad den nye kirke skulle hedde: Sct. Peders Kirke som en længst forsvunden kirke i Aalborg eller Helligaandskirken. Også andre navne blev foreslået. Men det endte altså med, at kirken fik navn efter Nordens apostel, Ansgar.
Som funktionærer ved kirken blev V. Brodersen ansat som kordegn, J. Bjerre som kirketjener og A. Plougman som organist.
Det nye sogn fik et befolkningstal på godt 9.000. Geografisk var det vidtstrakt. Fra kirken til den fjerneste ende af sognet var der 6 km. I 1979 blev Margrethe Sogn udskilt.
I tårnet hænger der to klokker. Den mindste fik man ved kirkens indvielse. Den største blev taget i brug den 5. maj 1946. Tårnuret fik man foræret i 1942. Urskiven har været belyst siden 1950.
Først i årene efter kirkens indvielse blev lokalerne i kirkens krypt gjort færdige og taget i brug. Ansgarssalen blev indviet af biskop Oldenburg nytårsdag 1933. Væbnerhallen blev indviet i december 1937. Ungdomssalen (det nuværende korværelse, konfirmandstue og mellemgang) blev færdiggjort og indviet i 1940.
- Set fra Aalborgtårnet
- Alteret
- Det gamle orgel
- Det nye orgel
- Prædikestolen